# 埃克伦茨
埃克伦茨（德語：Erkelenz，發音：[ˈɛʁkəlɛnts] ⓘ）是德国北莱茵-威斯特法伦州科隆行政区海因斯贝格县的城市，面积117.34平方千米，2023年12月31日人口为44,572人。

## 友好城市
埃克伦茨与以下城市结为友好城市：
- 德国 巴特温茨海姆
- 法國 圣雅姆